# 古今百物語評判

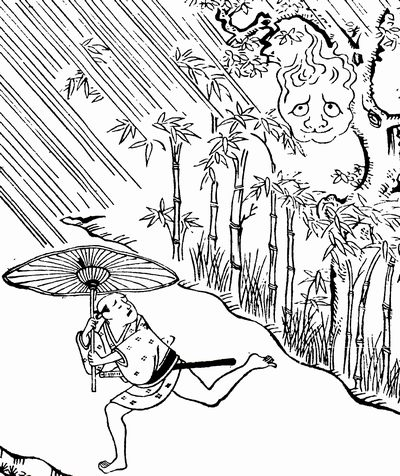
「西の岡の釣瓶おろし」。『画図百鬼夜行』の「釣瓶火」の原案となった。

『古今百物語評判』（ここんひゃくものがたりひょうばん）は、江戸時代前期の文人・山岡元隣による怪談本。題簽は『古今百物語評判』だが、単に『百物語評判』（ひゃくものがたりひょうばん）とも呼ばれる。全4巻。
元隣の没後、彼の遺稿をもとにし、息子の山岡元恕による整理・補筆を経て、元隣の没年から十年以上後の貞享3年（1686年）6月に出版された。元隣が本書の編著半ばにして没したため、元恕による加筆も行われているが、加筆箇所は不明。

## 概要
元隣が京都六条の自宅で開催した百物語怪談会をもとにした書とされる。「百物語」を題名に用いた怪談集はほかにも、『諸国百物語』など多数存在するが、本書はそれらとは形式が大きく異なっている。多くの百物語怪談本は怪談自体を記述したものだが、本書では仏教や儒教にも通じた元隣が、百物語のひとつひとつの話題をとりあげ、その妖怪・怪異現象を、陰陽五行思想をはじめとする当時の合理的な思惟に基き、和漢の故事を引用しつつ解説（評判）するといった、いわば妖怪譚の解説書とでもいうべき形式が最大の特徴である。たとえば「鬼といふに様々の説ある事」では鬼について、すべての物体は陰と陽の2つから成り立ち、陽のなす仕業を神、陰のなす仕業を鬼と解説している。
また、単に怪談や解説の内容を羅列するのではなく、怪談会に出席している一座の者たちが順々に怪談を語っていく怪談会の様子まで描写しており、元隣の解説についても、出席者からの元隣への質疑、それに対する元隣の応答という形式で記述されていることも特徴的である。
元隣の解説の中には珍説、あるいは怪説とも指摘されている解説も少なくないが、刊行以降から長い間にわたって、怪談の理論的根拠として流通していた。江戸期の妖怪画として知られる鳥山石燕の『画図百鬼夜行』にも本書の「垢ねぶりの事」が「垢嘗」、「西の岡の釣瓶おろし」が「釣瓶火」として採用されており、そのことからも本書が後世に与えた影響が窺い知れる。

## 収録作品

### 巻之一
- 第一 越後新潟にかまいたちある事
- 第二 絶岸和尚肥後にて轆轤首を見給ふ事
- 第三 鬼といふに様々の説ある事

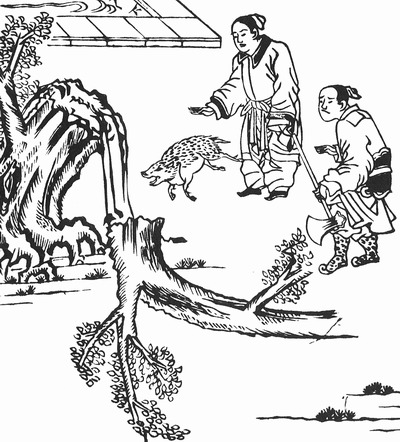
「彭侯と云う獣」

- 第四 西の岡の釣瓶おろし 并 陰火陽火の事
- 第五 空谷響 并 彭侯と云う獣 付 狄仁傑の事
- 第六 見こし入道 并 和泉屋介太郎事
- 第七 犬神四国にある事
- 第八 神鳴 付 雷斧雷墨の事

### 巻之二
- 第一 狐の沙汰 付 百丈禅師の事
- 第二 狸の事 付 明の鄒智 并 斉藤助康手柄の事
- 第三 有馬山地獄谷座頭の事
- 第四 箱根の地獄 并 富士の山三尊来迎の事
- 第五 産婦 并 幽霊の事
- 第六 垢ねぶりの事
- 第七 雪隠の化物 付 唐の李白赤が事

### 巻之三

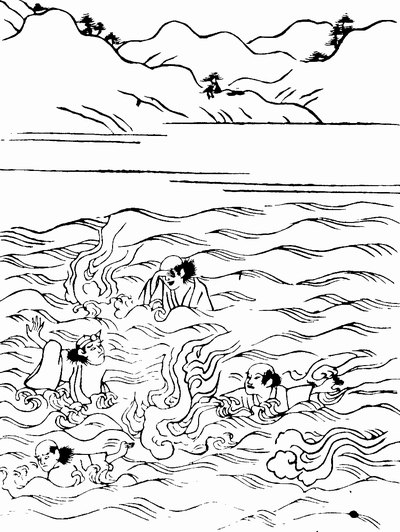
「舟幽霊」

- 第一 参州加茂郡長興寺門前の松童子にばけたる事
- 第二 道陸神の発明の事
- 第三 天狗の沙汰 付 浅間が嶽求聞寺の事
- 第四 銭神の事 付 省陌の事
- 第五 貧乏神 并 韓退送窮の文 付 范文正公の事
- 第六 山姥の事 付 一休の物語 并 狂歌の事
- 第七 比叡の山中堂油盗人と云ふ化物 付 青鷺の事
- 第八 徒然草猫またよやの事 付 観教法印の事

### 巻之四
- 第一 摂州稲野小篠 付 呉隠之が事
- 第二 河太郎 并 丁初が物語の事
- 第三 野衾の事
- 第四 梟の事 付 賈誼鵩鳥の賦の事
- 第五 鵼の事 付 周の武王往亡日に首途の事
- 第六 鬼門の事 付 弓に聖人の遺法のこる事
- 第七 雪女の事 并 雪の説
- 第八 西寺町に墓の燃し事
- 第九 舟幽霊 付 丹波の姥が火 付 津の国仁光坊が事
- 第十 雨師風伯 付 殷の湯王唐の太宗の事
- 第十一 黄石公の事